# Лабет (окръг, Канзас)
Окръг Лабет (на английски: Labette County) е окръг в щата Канзас, Съединени американски щати. Площта му е 1691 km², а населението – 21 607 души. Административен център е град Осуего.